# Okręg wyborczy Galloway and Upper Nithsdale
Okręg wyborczy Galloway and Upper Nithsdale powstał w 1983 r. i wysyłał do brytyjskiej Izby Gmin jednego deputowanego. Okręg został zlikwidowany w 2005 r.

## Deputowani do brytyjskiej Izby Gmin z okręgu Galloway and Upper Nithsdale
- 1983–1997: Ian Lang, Partia Konserwatywna
- 1997–2001: Alasdair Morgan, Partia Pracy
- 2001–2005: Peter Duncan, Partia Konserwatywna